# Heliocontia basipuncta
Heliocontia basipuncta là một loài bướm đêm trong họ Noctuidae.